# My Father the Hero
My Father the Hero é um filme franco-estadunidense de 1994 da Touchstone Pictures, dirigido por Steve Miner, roteiro de Francis Veber, Charlie Peters e Gérard Lauzier.
Trata-se de uma refilmagem do filme francês Mon père, ce héros, de 1991.

## Sinopse
De férias nas Bahamas, Nicole (Katherine Heigl) é uma mimada adolescente que viaja com o pai, André (Gérard Depardieu), para uma ilha tropical. Ela acha tudo muito chato e monótono, até conhecer Ben (Dalton James), um jovem charmoso que tem mais ou menos a sua idade e tem espírito aventureiro, porém certamente inconsequente. Para atrair sua atenção ela inventa uma história infeliz, na qual seu pai é um amante violento e espião internacional. Desejando ver a filha feliz, Andre, mesmo contra sua própria vontade, embarca nas invenções dela, mas talvez tenha que encarar as consequências de sua escolha.

## Elenco
- Gérard Depardieu .... André Arnel
- Katherine Heigl .... Nicole Arnel
- Dalton James .... Ben
- Lauren Hutton .... Megan Arnel
- Faith Prince .... Diana
- Stephen Tobolowsky .... Mike
- Ann Hearn .... Stella
- Robyn Peterson .... Doris
- Frank Renzulli .... Fred
- Manny Jacobs .... Raymond
- Jeffrey Chea .... Pablo
- Stephen Burrows .... Hakim
- Michael Robinson .... Tom
- Robert Miner .... Sr. Porter
- Betty Miner .... Sra. Porter
- Roberto Escobar .... Alberto
- Emma Thompson .... Isobel

## Recepção da crítica
My Father the Hero tem recepção desfavorável por parte da crítica especializada. No site agregador de críticas Rotten Tomatoes, 20% das 15 resenhas dos críticos são positivas.

## Trilha sonora
O filme apresentava músicas e aparições dos Baha Men. As músicas do grupo criam a trilha sonora da ilha do filme.
- "Back to the Island"
- "Mo' Junkanoo"
- "Gin and Coconut Water (tradicional)"
- "Land of the Sea and Sun"
- "Oh, Father"
- "Island Boy"